# ریچارد بی. اسپنسر
ریچارد بی. اسپنسر (انگلیسی: Richard B. Spencer؛ زادهٔ ۱۱ مهٔ ۱۹۷۸) یک آمریکایی معتقد به برترپنداری نژاد سفید است. او ریاست یک اندیشکده ملی گرای سفیدپوستی به نام مؤسسه ملی سیاستگذاری را بر عهده دارد. اسپنسر گفته که او برترپندار سفید خوانده شدن خود را رد می‌کند و خود را یک هویت‌گرا می‌خواند. او خواهان وطنی سفیدپوستی برای «نژاد محروم سفید» است و خواهان «پاکسازی قومی صلح‌آمیز" برای متوقف کردن «واسازی» فرهنگ اروپایی شده‌است.
پس از کشته شدن قاسم سلیمانی فرمانده سپاه قدس به دستور دونالد ترامپ رئیس‌جمهور آمریکا، اسپنسر از رای خود به ترامپ ابراز تاسف کرد و پرچم ایران را در عنوان توییتر خود قرار داد. اسپنسر در توییتی خطاب به مردم ایران گفت میلیون‌ها آمریکایی خواهان جنگ نیستند و به ملت و تاریخ ایران احترام می‌گذارند.